# Mario Golf
Mario Golf è un videogioco sportivo di golf per Nintendo 64 pubblicato nel 1999 dalla Nintendo.
I protagonisti sono alcuni dei più celebri personaggi Nintendo, che si sfidano su una serie di variopinti campi da golf attraverso una struttura fisica realistica con qualche accenno arcade.
Lo sviluppo della serie è affidato alla Camelot Software Planning, software house esterna a Nintendo, che però crea videogiochi in esclusiva per la casa di Kyoto.
Il primo Mario Golf per Nintendo 64 riscosse un notevole successo, superando il milione di copie nel solo Giappone. Per questo ad esso ha fatto seguito Mario Golf: Toadstool Tour per Nintendo Gamecube e da Mario Golf: Advance Tour per Gameboy Advance.

## Trama
Mario sta giocando a golf con Luigi, Peach e Plum (personaggio creato con la collaborazione della Capcom) unendosi a loro anche Yoshi e Baby Mario che erano venuti a riprendere le palle da loro lanciate verso il campo degli amici. Nel frattempo Luigi cerca la palla che aveva gettato nel prato deludendosi poi di avere scoperto di aver sbagliato la direzione della buca, mentre Mario e gli altri ridono del suo errore.

## Personaggi
- Mario
- Baby Mario
- Luigi
- Peach
- Yoshi
- Donkey Kong
- Wario
- Mario Metallo
- Bowser
- Plum
- Sonny
- Harry
- Maple
- Charlie
- Sherry
- Azalea
- Kid
- Joe